# Rade Prica
Rade Stanislav Prica (ur. 30 czerwca 1980 w Ljungby) – szwedzki piłkarz pochodzenia serbsko-chorwackiego występujący na pozycji napastnika.

## Kariera klubowa
Prica zawodową karierę rozpoczynał w 1998 roku w klubie Helsingborgs IF. W tym samym roku wywalczył z nim wicemistrzostwo Szwecji oraz zdobył Puchar Szwecji. W 1999 roku zdobył z zespołem mistrzostwo Szwecji, a rok później ponownie wywalczył wicemistrzostwo Szwecji. W Helsingborgu spędził 4 lata. W tym czasie rozegrał tam 73 spotkań i zdobył 27 bramek.
W 2002 roku Prica przeszedł do niemieckiej Hansy Rostock występującej w Bundeslidze. W tych rozgrywkach zadebiutował 14 sierpnia 2002 roku w wygranym 2:0 meczu z TSV 1860 Monachium. 24 sierpnia 2002 roku w wygranym 4:0 pojedynku z Energie Cottbus strzelił pierwszego gola w Bundeslidze. W 2005 roku spadł z Hansą do 2. Bundesligi. W Hansie występował jeszcze przez rok.
Latem 2006 roku Prica podpisał kontrakt z duńskim Aalborg BK z Superligaen. Pierwszy ligowy mecz zaliczył tam 19 lipca 2006 roku przeciwko Viborg FF (3:1). W 2007 roku zajął z klubem 3. miejsce w Superligaen. W tym samym roku z 19 bramkami na koncie został królem strzelców Superligaen. W Aalborgu grał przez 1,5 roku.
W styczniu 2008 za 2 miliony funtów trafił do angielskiego Sunderlandu. W Premier League zadebiutował 29 stycznia 2008 roku w wygranym 2:0 spotkaniu z Birmingham City. W Sunderlandzie występował przez ponad rok. W marcu 2009 roku odszedł do norweskiego Rosenborga Trondheim. W Tippeligaen pierwszy mecz zaliczył 15 marca 2009 roku przeciwko Vålerenga Fotball (3:0). W 2009 roku został królem strzelców Tippeligaen. W tym samym roku, a także rok później zdobył z klubem mistrzostwo Norwegii.
W 2013 roku Prica przeszedł do Maccabi Tel Awiw. W 2015 wrócił do Helsingborga. W 2016 przeszedł do Maccabi Petach Tikwa.

## Kariera reprezentacyjna
W reprezentacji Szwecji Prica zadebiutował w 10 lutego 2001 roku w wygranym 4:1 towarzyskim meczu z Tajlandią. 18 stycznia 2007 roku w przegranym 1:2 towarzyskim pojedynku z Ekwadorem strzelił pierwszego gola w drużynie narodowej.